# Ghostrunner 2
Ghostrunner 2 é um futuro jogo eletrônico de ação desenvolvido pela One More Level e publicado pela 505 Games. Uma sequência de Ghostrunner (2020), o jogo está programado para ser lançado para PlayStation 5, Windows e Xbox Series X/S em 26 de outubro de 2023.

## Jogabilidade
O jogo é jogado numa perspectiva de primeira pessoa. O personagem jogável Jack é muito ágil, sendo capaz de atravessar ambientes perigosos correndo, pulando, correndo pelas paredes e deslizando. Ele também pode utilizar um gancho para balançar-se pelo ambiente e usar o "Lampejo", que retarda brevemente o tempo, permitindo que Jack voe pelo ar. O jogo também apresenta um medidor de resistência, que determina a frequência com que os jogadores podem correr e desviar de ataques. Embora a espada seja a arma principal do jogador, Jack também tem acesso a diversas habilidades especiais, que podem ser usadas tanto em cenários de combate quanto na resolução de quebra-cabeças. Por exemplo, a habilidade "Shuriken", que permite a Jack lançar várias estrelas ninja elétricas, pode ser usada para atordoar inimigos e também para acertar interruptores distantes. Tanto Jack quanto seu inimigo têm saúde muito limitada e ambos podem ser mortos com um único golpe.
No jogo, Jack deve se aventurar além da Torre Dharma para derrotar um grupo violento de cultos cibernéticos de IA. Ghostrunner 2 introduz o combate veicular. Durante certos níveis, Jack é capaz de andar de moto enquanto combate inimigos e evita obstáculos. Os níveis do jogo são mais não lineares, com os jogadores podendo planejar suas próprias rotas antes de enfrentar os inimigos. À medida que os jogadores progridem no jogo, eles podem comprar atualizações que melhoram ainda mais as habilidades de Jack. A motocicleta, no entanto, não pode ser atualizada.

## Desenvolvimento
A One More Level, com sede na Polônia, atuou como desenvolvedora do jogo. O diretor do jogo, Radoslaw Ratusznik, descreveu o jogo como uma "evolução" do Ghostrunner original. Embora tenha sido projetado para ser desafiador, a equipe introduziu várias melhorias de jogabilidade para torná-lo mais acessível a novos jogadores. Por exemplo, a equipe introduziu uma mecânica de bloqueio ativo para jogadores que enfrentavam dificuldades com o sistema de movimento rápido do jogo. Samurai Jack foi citado pelo designer-chefe de jogabilidade Lukasz Wabik como uma das inspirações do jogo. A motocicleta de Jack foi adicionada ao jogo porque a equipe sentiu que ela se alinhava com o combate acelerado do jogo e sua estética cyberpunk.
Em março de 2021, a 505 Games, co-editora do jogo original, anunciou que havia adquirido a propriedade intelectual da All In Games por 5 milhões de euros. A existência de uma sequência foi confirmada pela primeira vez pela 505 Games em maio de 2021. O jogo foi revelado oficialmente em maio de 2023. O jogo está programado para ser lançado em 26 de outubro de 2023 para Windows, PlayStation 5 e Xbox Series X/S. Os jogadores que pré-encomendaram o jogo ou compraram sua Deluxe Edition, mais cara, terão acesso a diversas armas e skins de personagens do jogo. Uma demo do jogo foi lançada para PlayStation 5 em 15 de setembro de 2023.